# فرعة بازرين

تعديل مصدري - تعديل

فرعة بازرين هي إحدى قرى عزلة سرار بمديرية سرار التابعة لمحافظة أبين، بلغ تعداد سكانها 136 نسمة حسب تعداد اليمن لعام 2004.